# Гандбол на літніх Олімпійських іграх 2020 (чоловіки)
Чоловічий турнір з гандболу на літніх Олімпійських іграх 2020 року пройшли з 24 липня по 7 серпня на арені Національна гімназія Йойогі в Токіо. У змаганнях брали участь 12 національних збірних.
Спочатку його планували провести в 2020 році, але 24 березня 2020 року Олімпіада була перенесена на 2021 рік через пандемію COVID-19.
Збірна Данії захищала титул Олімпійського чемпіона. Фінал був повторенням минулорічних ігр у Бразилії та цього разу данці поступились французам 23–25. Іспанці здобули бронзові нагороди Олімпіади.

## Календар
| Г | Груповий раунд | ¼ | Чвертьфінали | ½ | Півфінали | Б | Матч за 3-є місце | Ф | Фінал |

| Сб 24 | Нд 25 | Пн 26 | Вт 27 | Ср 28 | Чт 29 | Пт 30 | Сб 31 | Нд 1 | Пн 2 | Вт 3 | Ср 4 | Чт 5 | Чт 5 | Пт 6 | Сб 7 | Сб 7 |
| ----- | ----- | ----- | ----- | ----- | ----- | ----- | ----- | ---- | ---- | ---- | ---- | ---- | ---- | ---- | ---- | ---- |
| Г     |       | Г     |       | Г     |       | Г     |       | Г    |      | ¼    |      | ½    |      |      | Б    | Ф    |

## Кваліфікація
| Кваліфікація                                                | Дата                     | Місце                       | Квоти | Кваліфікувалась    |
| ----------------------------------------------------------- | ------------------------ | --------------------------- | ----- | ------------------ |
| Країна-господарка                                           | 7 вересня 2013           | Буенос-Айрес                | 1     | Японія             |
| Чемпіонат світу 2019                                        | 10–27 січня 2019         | Данія / Німеччина           | 1     | Данія              |
| Панамериканські ігри 2019                                   | 31 липня – 5 серпня 2019 | Ліма                        | 1     | Аргентина          |
| Азійський чоловічий кваліфікаційний турнір з гандболу       | 17–26 жовтня 2019        | Доха                        | 1     | Бахрейн            |
| Чемпіонат Європи 2020                                       | 10–26 січня 2020         | Австрія / Норвегія / Швеція | 1     | Іспанія            |
| Чемпіонат Африки 2020                                       | 16–26 січня 2020         | Туніс                       | 1     | Єгипет             |
| Чоловічі олімпійські кваліфікаційні турніри з гандболу 2020 | 12–14 березня 2021       | Подгориця                   | 2     | Бразилія Норвегія  |
| Чоловічі олімпійські кваліфікаційні турніри з гандболу 2020 | 12–14 березня 2021       | Монпельє                    | 2     | Франція Португалія |
| Чоловічі олімпійські кваліфікаційні турніри з гандболу 2020 | 12–14 березня 2021       | Берлін                      | 2     | Німеччина Швеція   |
| Разом                                                       |                          |                             | 12    |                    |

## Груповий етап

### Група А
| Поз | Команда   | І | В | Н | П | ГЗ  | ГП  | РГ  | О | Кваліфікація |
| --- | --------- | - | - | - | - | --- | --- | --- | - | ------------ |
| 1   | Франція   | 5 | 4 | 0 | 1 | 162 | 148 | +14 | 8 | Чвертьфінали |
| 2   | Іспанія   | 5 | 4 | 0 | 1 | 155 | 142 | +13 | 8 | Чвертьфінали |
| 3   | Німеччина | 5 | 3 | 0 | 2 | 146 | 131 | +15 | 6 | Чвертьфінали |
| 4   | Норвегія  | 5 | 3 | 0 | 2 | 136 | 132 | +4  | 6 | Чвертьфінали |
| 5   | Бразилія  | 5 | 1 | 0 | 4 | 128 | 145 | −17 | 2 |              |
| 6   | Аргентина | 5 | 0 | 0 | 5 | 125 | 154 | −29 | 0 |              |

#### 1 тур
| 24 липня 2021 09:00 | Звіт | Норвегія                           | 27:24 | Бразилія  | Національна гімназія Йойогі, Токіо |
| 24 липня 2021 09:00 | Звіт | Рахунок по половинах: 12:13, 15:11 |       |           | Національна гімназія Йойогі, Токіо |
| 24 липня 2021 09:00 | Звіт | Сагосен 8                          | Голи  | Лангаро 5 | Національна гімназія Йойогі, Токіо |

| 24 липня 2021 11:00 | Звіт | Франція                            | 33:27 | Аргентина | Національна гімназія Йойогі, Токіо |
| 24 липня 2021 11:00 | Звіт | Рахунок по половинах: 12:10, 21:17 |       |           | Національна гімназія Йойогі, Токіо |
| 24 липня 2021 11:00 | Звіт | Річардсон 7                        | Голи  | Сімоне 8  | Національна гімназія Йойогі, Токіо |

| 24 липня 2021 16:15 | Звіт | Німеччина                          | 27:28 | Іспанія          | Національна гімназія Йойогі, Токіо |
| 24 липня 2021 16:15 | Звіт | Рахунок по половинах: 13:12, 14:16 |       |                  | Національна гімназія Йойогі, Токіо |
| 24 липня 2021 16:15 | Звіт | Вайнгольд 5                        | Голи  | Фігерас, Гомес 5 | Національна гімназія Йойогі, Токіо |

#### 2 тур
| 26 липня 2021 09:00 | Звіт | Бразилія                           | 29:34 | Франція       | Національна гімназія Йойогі, Токіо |
| 26 липня 2021 09:00 | Звіт | Рахунок по половинах: 13:16, 16:18 |       |               | Національна гімназія Йойогі, Токіо |
| 26 липня 2021 09:00 | Звіт | Дутра 10                           | Голи  | 3 гравці по 4 | Національна гімназія Йойогі, Токіо |

| 26 липня 2021 11:00 | Звіт | Аргентина                          | 25:33 | Німеччина           | Національна гімназія Йойогі, Токіо |
| 26 липня 2021 11:00 | Звіт | Рахунок по половинах: 13:14, 12:19 |       |                     | Національна гімназія Йойогі, Токіо |
| 26 липня 2021 11:00 | Звіт | Мартінес, Сімоне 5                 | Голи  | Кастенінг, Шиллер 7 | Національна гімназія Йойогі, Токіо |

| 26 липня 2021 16:15 | Звіт | Іспанія                            | 28:27 | Норвегія  | Національна гімназія Йойогі, Токіо |
| 26 липня 2021 16:15 | Звіт | Рахунок по половинах: 13:14, 15:13 |       |           | Національна гімназія Йойогі, Токіо |
| 26 липня 2021 16:15 | Звіт | Фігерас 10                         | Голи  | Йондаль 9 | Національна гімназія Йойогі, Токіо |

#### 3 тур
| 28 липня 2021 16:15 | Звіт | Норвегія                           | 27:23 | Аргентина         | Національна гімназія Йойогі, Токіо |
| 28 липня 2021 16:15 | Звіт | Рахунок по половинах: 13:12, 14:11 |       |                   | Національна гімназія Йойогі, Токіо |
| 28 липня 2021 16:15 | Звіт | Сагосен 7                          | Голи  | Пісарро, Сімоне 5 | Національна гімназія Йойогі, Токіо |

| 28 липня 2021 19:30 | Звіт | Бразилія                          | 25:32 | Іспанія | Національна гімназія Йойогі, Токіо |
| 28 липня 2021 19:30 | Звіт | Рахунок по половинах: 16:18, 9:14 |       |         | Національна гімназія Йойогі, Токіо |
| 28 липня 2021 19:30 | Звіт | Сілва 6                           | Голи  | Соле 5  | Національна гімназія Йойогі, Токіо |

| 28 липня 2021 21:30 | Звіт | Франція                            | 30:29 | Німеччина   | Національна гімназія Йойогі, Токіо |
| 28 липня 2021 21:30 | Звіт | Рахунок по половинах: 16:13, 14:16 |       |             | Національна гімназія Йойогі, Токіо |
| 28 липня 2021 21:30 | Звіт | Мем 6                              | Голи  | Кастенінг 7 | Національна гімназія Йойогі, Токіо |

#### 4 тур
| 30 липня 2021 09:00 | Звіт | Аргентина                         | 23:25 | Бразилія | Національна гімназія Йойогі, Токіо |
| 30 липня 2021 09:00 | Звіт | Рахунок по половинах: 7:14, 16:11 |       |          | Національна гімназія Йойогі, Токіо |
| 30 липня 2021 09:00 | Звіт | Мартінес 6                        | Голи  | Сілва 7  | Національна гімназія Йойогі, Токіо |

| 30 липня 2021 14:15 | Звіт | Франція                            | 36:31 | Іспанія            | Національна гімназія Йойогі, Токіо |
| 30 липня 2021 14:15 | Звіт | Рахунок по половинах: 18:12, 18:19 |       |                    | Національна гімназія Йойогі, Токіо |
| 30 липня 2021 14:15 | Звіт | Ремілі 9                           | Голи  | Дуйшебаєв, Гомес 5 | Національна гімназія Йойогі, Токіо |

| 30 липня 2021 21:30 | Звіт | Німеччина                          | 28:23 | Норвегія  | Національна гімназія Йойогі, Токіо |
| 30 липня 2021 21:30 | Звіт | Рахунок по половинах: 14:11, 14:12 |       |           | Національна гімназія Йойогі, Токіо |
| 30 липня 2021 21:30 | Звіт | Генсгаймер 6                       | Голи  | Сагосен 7 | Національна гімназія Йойогі, Токіо |

#### 5 тур
| 1 серпня 2021 14:15 | Звіт | Іспанія                            | 36:27 | Аргентина | Національна гімназія Йойогі, Токіо |
| 1 серпня 2021 14:15 | Звіт | Рахунок по половинах: 17:12, 19:15 |       |           | Національна гімназія Йойогі, Токіо |
| 1 серпня 2021 14:15 | Звіт | Гомес 6                            | Голи  | Пісарро 5 | Національна гімназія Йойогі, Токіо |

| 1 серпня 2021 16:15 | Звіт | Норвегія                           | 32:29 | Франція            | Національна гімназія Йойогі, Токіо |
| 1 серпня 2021 16:15 | Звіт | Рахунок по половинах: 15:15, 17:14 |       |                    | Національна гімназія Йойогі, Токіо |
| 1 серпня 2021 16:15 | Звіт | Сагосен 7                          | Голи  | Деска, Карабатич 5 | Національна гімназія Йойогі, Токіо |

| 1 серпня 2021 19:30 | Звіт | Німеччина                          | 29:25 | Бразилія | Національна гімназія Йойогі, Токіо |
| 1 серпня 2021 19:30 | Звіт | Рахунок по половинах: 16:12, 13:13 |       |          | Національна гімназія Йойогі, Токіо |
| 1 серпня 2021 19:30 | Звіт | Кнорр, Вайнгольд 6                 | Голи  | Дутра 7  | Національна гімназія Йойогі, Токіо |

### Група Б
| Поз | Команда    | І | В | Н | П | ГЗ  | ГП  | РГ  | О | Кваліфікація |
| --- | ---------- | - | - | - | - | --- | --- | --- | - | ------------ |
| 1   | Данія      | 5 | 4 | 0 | 1 | 174 | 139 | +35 | 8 | Чвертьфінали |
| 2   | Єгипет     | 5 | 4 | 0 | 1 | 154 | 134 | +20 | 8 | Чвертьфінали |
| 3   | Швеція     | 5 | 4 | 0 | 1 | 144 | 142 | +2  | 8 | Чвертьфінали |
| 4   | Бахрейн    | 5 | 1 | 0 | 4 | 129 | 149 | −20 | 2 | Чвертьфінали |
| 5   | Португалія | 5 | 1 | 0 | 4 | 143 | 156 | −13 | 2 |              |
| 6   | Японія (H) | 5 | 1 | 0 | 4 | 146 | 170 | −24 | 2 |              |

#### 1 тур
| 24 липня 2021 14:15 | Звіт | Швеція                             | 32:31 | Бахрейн | Національна гімназія Йойогі, Токіо |
| 24 липня 2021 14:15 | Звіт | Рахунок по половинах: 16:18, 16:13 |       |         | Національна гімназія Йойогі, Токіо |
| 24 липня 2021 14:15 | Звіт | Ванне 13                           | Голи  | Хабіб 6 | Національна гімназія Йойогі, Токіо |

| 24 липня 2021 19:30 | Звіт | Португалія                         | 31:37 | Єгипет  | Національна гімназія Йойогі, Токіо |
| 24 липня 2021 19:30 | Звіт | Рахунок по половинах: 15:15, 16:22 |       |         | Національна гімназія Йойогі, Токіо |
| 24 липня 2021 19:30 | Звіт | Ферраз 6                           | Голи  | Хешам 7 | Національна гімназія Йойогі, Токіо |

| 24 липня 2021 21:30 | Звіт | Данія                              | 47:30 | Японія   | Національна гімназія Йойогі, Токіо |
| 24 липня 2021 21:30 | Звіт | Рахунок по половинах: 25:14, 22:16 |       |          | Національна гімназія Йойогі, Токіо |
| 24 липня 2021 21:30 | Звіт | Гольм, Саугструп 9                 | Голи  | Мотокі 8 | Національна гімназія Йойогі, Токіо |

#### 2 тур
| 26 липня 2021 14:15 | Звіт | Єгипет                             | 27:32 | Данія       | Національна гімназія Йойогі, Токіо |
| 26 липня 2021 14:15 | Звіт | Рахунок по половинах: 15:14, 12:18 |       |             | Національна гімназія Йойогі, Токіо |
| 26 липня 2021 14:15 | Звіт | Хешам 6                            | Голи  | М. Гансен 9 | Національна гімназія Йойогі, Токіо |

| 26 липня 2021 19:30 | Звіт | Бахрейн                            | 25:26 | Португалія | Національна гімназія Йойогі, Токіо |
| 26 липня 2021 19:30 | Звіт | Рахунок по половинах: 15:14, 10:12 |       |            | Національна гімназія Йойогі, Токіо |
| 26 липня 2021 19:30 | Звіт | Хабіб 8                            | Голи  | Портела 6  | Національна гімназія Йойогі, Токіо |

| 26 липня 2021 21:30 | Звіт | Японія                             | 26:28 | Швеція  | Національна гімназія Йойогі, Токіо |
| 26 липня 2021 21:30 | Звіт | Рахунок по половинах: 14:17, 12:11 |       |         | Національна гімназія Йойогі, Токіо |
| 26 липня 2021 21:30 | Звіт | Мотокі 6                           | Голи  | Ванне 8 | Національна гімназія Йойогі, Токіо |

#### 3 тур
| 28 липня 2021 09:00 | Звіт | Данія                             | 31:21 | Бахрейн       | Національна гімназія Йойогі, Токіо |
| 28 липня 2021 09:00 | Звіт | Рахунок по половинах: 12:7, 19:14 |       |               | Національна гімназія Йойогі, Токіо |
| 28 липня 2021 09:00 | Звіт | Й. Гансен 6                       | Голи  | 3 гравці по 3 | Національна гімназія Йойогі, Токіо |

| 28 липня 2021 11:00 | Звіт | Швеція                             | 29:28 | Португалія    | Національна гімназія Йойогі, Токіо |
| 28 липня 2021 11:00 | Звіт | Рахунок по половинах: 14:14, 15:14 |       |               | Національна гімназія Йойогі, Токіо |
| 28 липня 2021 11:00 | Звіт | Екберг 9                           | Голи  | 3 гравці по 4 | Національна гімназія Йойогі, Токіо |

| 28 липня 2021 14:15 | Звіт | Японія                             | 29:33 | Єгипет      | Національна гімназія Йойогі, Токіо |
| 28 липня 2021 14:15 | Звіт | Рахунок по половинах: 11:18, 18:15 |       |             | Національна гімназія Йойогі, Токіо |
| 28 липня 2021 14:15 | Звіт | Токуда 8                           | Голи  | Ель-Ахмар 8 | Національна гімназія Йойогі, Токіо |

#### 4 тур
| 30 липня 2021 11:00 | Звіт | Бахрейн                            | 32:30 | Японія   | Національна гімназія Йойогі, Токіо |
| 30 липня 2021 11:00 | Звіт | Рахунок по половинах: 17:16, 15:14 |       |          | Національна гімназія Йойогі, Токіо |
| 30 липня 2021 11:00 | Звіт | Аль-Сайяд, Хабіб 7                 | Голи  | Мотокі 7 | Національна гімназія Йойогі, Токіо |

| 30 липня 2021 16:15 | Звіт | Швеція                            | 22:27 | Єгипет  | Національна гімназія Йойогі, Токіо |
| 30 липня 2021 16:15 | Звіт | Рахунок по половинах: 9:13, 13:14 |       |         | Національна гімназія Йойогі, Токіо |
| 30 липня 2021 16:15 | Звіт | Пеллас 7                          | Голи  | Санад 6 | Національна гімназія Йойогі, Токіо |

| 30 липня 2021 19:30 | Звіт | Португалія                        | 28:34 | Данія       | Національна гімназія Йойогі, Токіо |
| 30 липня 2021 19:30 | Звіт | Рахунок по половинах: 19:20, 9:14 |       |             | Національна гімназія Йойогі, Токіо |
| 30 липня 2021 19:30 | Звіт | Бранкіньо 4                       | Голи  | М. Гансен 9 | Національна гімназія Йойогі, Токіо |

#### 5 тур
| 1 серпня 2021 09:00 | Звіт | Португалія                         | 30:31 | Японія      | Національна гімназія Йойогі, Токіо |
| 1 серпня 2021 09:00 | Звіт | Рахунок по половинах: 14:16, 16:15 |       |             | Національна гімназія Йойогі, Токіо |
| 1 серпня 2021 09:00 | Звіт | 4 гравці по 4                      | Голи  | Р. Токуда 6 | Національна гімназія Йойогі, Токіо |

| 1 серпня 2021 11:00 | Звіт | Єгипет                            | 30:20 | Бахрейн | Національна гімназія Йойогі, Токіо |
| 1 серпня 2021 11:00 | Звіт | Рахунок по половинах: 15:7, 15:13 |       |         | Національна гімназія Йойогі, Токіо |
| 1 серпня 2021 11:00 | Звіт | Ель-Ахмар 5                       | Голи  | Хабіб 4 | Національна гімназія Йойогі, Токіо |

| 1 серпня 2021 21:30 | Звіт | Данія                              | 30:33 | Швеція                 | Національна гімназія Йойогі, Токіо |
| 1 серпня 2021 21:30 | Звіт | Рахунок по половинах: 13:17, 17:16 |       |                        | Національна гімназія Йойогі, Токіо |
| 1 серпня 2021 21:30 | Звіт | Гідсель, Й. Гансен 5               | Голи  | Карлсбогорд, Санделл 6 | Національна гімназія Йойогі, Токіо |

## Плей-оф
|  | Чвертьфінали | Чвертьфінали |          |         | Півфінали   | Півфінали   |  |  | Фінал    | Фінал |
|  |              |              |          |         |             |             |  |  |          |       |
|  | 3 серпня     |              |          |         |             |             |  |  |          |       |
|  |              |              |          |         |             |             |  |  |          |       |
|  | Франція      | 42           |          |         |             |             |  |  |          |       |
|  | Франція      | 42           | 5 серпня |         |             |             |  |  |          |       |
|  | Бахрейн      | 28           |          |         |             |             |  |  |          |       |
|  | Бахрейн      | 28           | Франція  | 27      |             |             |  |  |          |       |
|  | 3 серпня     |              | Франція  | 27      |             |             |  |  |          |       |
|  |              | Єгипет       | 23       |         |             |             |  |  |          |       |
|  | Німеччина    | Єгипет       | 23       | 26      |             |             |  |  |          |       |
|  | Німеччина    |              | 7 серпня | 26      |             |             |  |  |          |       |
|  | Єгипет       | 31           |          |         |             |             |  |  |          |       |
|  | Єгипет       | 31           | Франція  | 25      |             |             |  |  |          |       |
|  | 3 серпня     |              | Франція  | 25      |             |             |  |  |          |       |
|  |              | Данія        | 23       |         |             |             |  |  |          |       |
|  | Швеція       | Данія        | 23       | 33      |             |             |  |  |          |       |
|  | Швеція       | 5 серпня     |          | 33      |             |             |  |  |          |       |
|  | Іспанія      | 34           |          |         |             |             |  |  |          |       |
|  | Іспанія      | 34           | Іспанія  | 23      | Третє місце | Третє місце |  |  |          |       |
|  | 3 серпня     |              | Іспанія  | 23      | Третє місце | Третє місце |  |  |          |       |
|  |              | Данія        | 27       |         |             |             |  |  |          |       |
|  | Данія        | Данія        | 27       | 31      | Єгипет      | 31          |  |  |          |       |
|  | Данія        |              |          | 31      | Єгипет      | 31          |  |  |          |       |
|  | Норвегія     | 25           |          | Іспанія | 33          |             |  |  |          |       |
|  | Норвегія     | 25           |          |         | 33          |             |  |  |          |       |
|  |              |              |          |         |             |             |  |  | 7 серпня |       |
|  |              |              |          |         |             |             |  |  |          |       |

### Чвертьфінали
| 3 серпня 2021 09:30 | Звіт | Франція                            | 42:28 | Бахрейн     | Національна гімназія Йойогі, Токіо |
| 3 серпня 2021 09:30 | Звіт | Рахунок по половинах: 21:14, 21:14 |       |             | Національна гімназія Йойогі, Токіо |
| 3 серпня 2021 09:30 | Звіт | Мае 9                              | Голи  | Аль-Сайяд 5 | Національна гімназія Йойогі, Токіо |

| 3 серпня 2021 13:15 | Звіт | Швеція                             | 33:34 | Іспанія | Національна гімназія Йойогі, Токіо |
| 3 серпня 2021 13:15 | Звіт | Рахунок по половинах: 20:18, 13:16 |       |         | Національна гімназія Йойогі, Токіо |
| 3 серпня 2021 13:15 | Звіт | Ванне 10                           | Голи  | Гомес 8 | Національна гімназія Йойогі, Токіо |

| 3 серпня 2021 17:00 | Звіт | Данія                              | 31:25 | Норвегія  | Національна гімназія Йойогі, Токіо |
| 3 серпня 2021 17:00 | Звіт | Рахунок по половинах: 13:12, 18:13 |       |           | Національна гімназія Йойогі, Токіо |
| 3 серпня 2021 17:00 | Звіт | М. Гансен, Гольм 8                 | Голи  | Сагосен 8 | Національна гімназія Йойогі, Токіо |

| 3 серпня 2021 20:45 | Звіт | Німеччина                          | 26:31 | Єгипет       | Національна гімназія Йойогі, Токіо |
| 3 серпня 2021 20:45 | Звіт | Рахунок по половинах: 12:16, 14:15 |       |              | Національна гімназія Йойогі, Токіо |
| 3 серпня 2021 20:45 | Звіт | Голла, Кюн 6                       | Голи  | Омар, Зейн 5 | Національна гімназія Йойогі, Токіо |

### Півфінали
| 5 серпня 2021 17:00 | Звіт | Франція                            | 27:23 | Єгипет            | Національна гімназія Йойогі, Токіо |
| 5 серпня 2021 17:00 | Звіт | Рахунок по половинах: 13:13, 14:10 |       |                   | Національна гімназія Йойогі, Токіо |
| 5 серпня 2021 17:00 | Звіт | Деска, Мем 5                       | Голи  | Ель-Ахмар, Омар 5 | Національна гімназія Йойогі, Токіо |

| 5 серпня 2021 21:00 | Звіт | Іспанія                            | 23:27 | Данія        | Національна гімназія Йойогі, Токіо |
| 5 серпня 2021 21:00 | Звіт | Рахунок по половинах: 10:14, 13:13 |       |              | Національна гімназія Йойогі, Токіо |
| 5 серпня 2021 21:00 | Звіт | Дуйшебаєв, Фігерас 5               | Голи  | М. Гансен 12 | Національна гімназія Йойогі, Токіо |

### Матч за третє місце
| 7 серпня 2021 17:00 | Звіт | Єгипет                             | 31:33 | Іспанія | Національна гімназія Йойогі, Токіо |
| 7 серпня 2021 17:00 | Звіт | Рахунок по половинах: 16:19, 15:14 |       |         | Національна гімназія Йойогі, Токіо |
| 7 серпня 2021 17:00 | Звіт | Ель-Ахмар, Шебіб 7                 | Голи  | Гомес 8 | Національна гімназія Йойогі, Токіо |

### Фінал
| 7 серпня 2021 21:00 | Звіт | Франція                            | 25:23 | Данія       | Національна гімназія Йойогі, Токіо |
| 7 серпня 2021 21:00 | Звіт | Рахунок по половинах: 14–10, 11–13 |       |             | Національна гімназія Йойогі, Токіо |
| 7 серпня 2021 21:00 | Звіт | Ремілі 5                           | Голи  | М. Гансен 9 | Національна гімназія Йойогі, Токіо |

## Підсумкова таблиця
| Місце | Команда    |
| ----- | ---------- |
|       | Франція    |
|       | Данія      |
|       | Іспанія    |
| 4     | Єгипет     |
| 5     | Швеція     |
| 6     | Німеччина  |
| 7     | Норвегія   |
| 8     | Бахрейн    |
| 9     | Португалія |
| 10    | Бразилія   |
| 11    | Японія     |
| 12    | Аргентина  |